# Outrageous
«Outrageous» es una canción R&B interpretada por la cantante estadounidense Britney Spears e incluida originalmente en su cuarto álbum de estudio, In the Zone (2003). R. Kelly compuso y produjo la canción, la que cuenta con sonidos orientales y una letra que se basa en el materialismo y la diversión. En junio de 2004, Jive Records la anunció como el cuarto y último sencillo del álbum, después de «Me Against the Music», «Toxic» y «Everytime», y además reveló que sería el tema principal de la película Catwoman. En respuesta, los críticos la compararon con «Snake» del mismo R. Kelly y con el estilo de Janet Jackson.
El video musical contaba con la participación del rapero Snoop Dogg, la dirección de Dave Meyers, director de dos trabajos anteriores de la intérprete, «Lucky» (2000) y «Boys» (2002), y estaba siendo rodado en ambientes urbanos de Queens y Manhattan cuando la cantante se lesionó una rodilla. Las escenas mostraban cuando el rapero jugaba un partido de baloncesto y una versión hip hopera de Spears interrumpía el partido y lo seducía. El accidente la obligó a cancelar las grabaciones del video así como también las fechas restantes de la gira The Onyx Hotel Tour (2004), donde la interpretaba, y su inclusión en Catwoman, con lo que puso fin a la promoción de In the Zone. Aun así, un segmento del video se incluyó en el DVD Greatest Hits: My Prerogative (2004).
Dadas las circunstancias, Jive Records finalmente lo lanzó el 13 de julio de 2004 solo en Japón y Estados Unidos, donde alcanzó la posición número setenta y nueve de la lista Billboard Hot 100 y vendió 117 000 descargas. La discográfica luego la incluyó en los álbumes de grandes éxitos Greatest Hits: My Prerogative (2004) y The Singles Collection (2009).

## Antecedentes
R. Kelly compuso y produjo la canción en The Chocolate Factory, en Chicago, y la cantante la grabó en los Battery Studios, en Nueva York, con producción vocal a cargo de Penelope Magnet y Christopher «Tricky» Stewart, del equipo RedZone, mientras que Serban Ghenea mezcló ambas partes en los MixStar Studios, en Virginia Beach. El 11 de septiembre de 2003 Jive Records publicó el listado de canciones de In the Zone, donde «Outrageous» fue la séptima pista. En un comienzo los ejecutivos de la discográfica querían que fuera el primer sencillo del álbum, pero la cantante los convenció de lanzar «Me Against the Music», su colaboración con Madonna. Luego fue candidata para ser segundo sencillo, al igual que «(I Got That) Boom Boom», pero la cantante priorizó a «Toxic». Finalmente, el 1 de junio de 2004 la compañía anunció que «Outrageous» sería enviado a las radios el 29 del mismo mes como cuarto sencillo del álbum y que además sería la canción principal de la película Catwoman (2004). Pese al anuncio y dado el accidente que sufrió la cantante días después, la canción se envió a las radios el 20 de julio de 2004.

## Composición
«Outrageous» es una canción r&b, Gavin Mueller, de Stylus Magazine, comparó el ritmo con el de «Snake» de R. Kelly y Jennifer Vineyard, de MTV, señaló que Spears «susurra y gime [...] con una melodía de encantador de serpientes que le da un toque exótico a la canción». Nick Southall, de Stylus Magazine, comparó los coros con los del músico punjabi Nusrat Fateh Ali Khan. Según una partitura publicada por Universal Music Publishing Group en Musicnotes.com, «Outrageous» está compuesta en la tonalidad re mayor, con un ritmo de 105 pulsaciones por minuto. La letra habla sobre materialismo y diversión, y cuenta con un estribillo donde Spears cita una serie de cosas que le dan placer, tales como sus giras mundiales y su deseo sexual. Vineyard señaló: «El efecto acumulativo parece que está diseñado para poner al oyente en los zapatos del amante, aprovechando al máximo la mirada masculina aural»; y Sal Cinquemani, de Slant Magazine, escribió: «[El tema] incluye una narración paralela que revela mucho sobre una de las —como diría Alanis Morissette— norias capitalistas más grandes de la música: ella [Spears] canta "my sex drive" y "my shopping spree" —"mi deseo sexual" y "mi día de compras", respectivamente— con el mismo gusto goteante».

## Recepción crítica
«Outrageous» recibió críticas variadas. Mim Udovitch de Blender sostuvo que es «un número discotequero de R. Kelly, que tiene una compulsión caliente y extraña, y una letra de gran proxenetismo, al estilo de Spears», mientras que su colega William Shaw destacó sus «cantos sin sentido» y la seleccionó como su novena mejor canción, y Ann Powers señaló que «es la obscenidad de R. Kelly que asume el ideal de una canción de Janet Jackson». Por otro lado, Spence D. de IGN escribió que «pese a toda su repetitividad, es divertida y penetrante», y Kelefa Sanneh de The New York Times sostuvo que cuenta con «un puente deleitable inspirado en Michael Jackson». Annabel Leathes de BBC Online escribió que «R. Kelly transformó a Britney en una sucia Beyoncé» y Caryn Ganz de Spin la llamó un «homenaje a vivir fabulosamente», mientras que David de Sylvia de Sputnikmusic la catalogó de «olvidable, pero pegadiza» y David Browne de Entertainment Weekly sostuvo que es un «artilugio basado en ritmo y destinado a avanzar con la imagen de Spears como una princesa sexual». Por su parte, Jamie Gill de Yahoo! Music Radio señaló que su producción es «de mal gusto» y Jon Pareles de Rolling Stone escribió que R. Kelly no pudo resistir burlarse de Spears y de su presunción.

## Video musical
El video musical de «Outrageous» estaba a cargo del director Dave Meyers, quien había vuelto a trabajar con Spears, después de dirigir los clips de «Lucky» y «Boys», así como también los anuncios del perfume Curious. Su rodaje comenzó el 8 de junio de 2004 en localizaciones al aire libre en Queens y Manhattan, en Nueva York, y contó con la participación del rapero Snoop Dogg. Tras grabar metrajes con este último, Spears comenzó a filmar escenas de baile en Manhattan, cuando el 8 de junio de 2004 alrededor de las 11:30 horas se cayó y se lesionó la rodilla izquierda. La artista fue inmediatamente llevada a un hospital local, donde los médicos le realizaron una resonancia magnética y encontraron cartílago flotante. Al día siguiente la sometieron a una cirugía artroscópica, lo que la obligó a permanecer durante seis semanas con un aparato ortopédico en el muslo, seguido de ocho a doce semanas de rehabilitación. Esto provocó que cancelara el resto del rodaje del clip, cuyo estreno estaba programado para el 28 del mismo mes en MTV, así como también los cuarenta y nueve espectáculos restantes de The Onyx Hotel Tour y la inclusión de «Outrageous» como tema principal de Catwoman.
En noviembre del mismo año, Jive Records incluyó un segmento de 45 segundos del video en el álbum de grandes éxitos en formato de video Greatest Hits: My Prerogative. El segmento está compuesto por los metrajes que se alcanzaron a rodar y comienza con escenas que muestran a Snoop Dogg y un grupo de hombres jugando baloncesto en una cancha al aire libre, hasta que Spears aparece con pantalones cortos azules e interrumpe el juego. En seguida, ella comienza a coquetear con el rapero, saltando a sus brazos y lamiendo su barba. Las últimas escenas la muestran mientras baila con sus bailarinas en medio de una calle durante la noche.

## Presentaciones

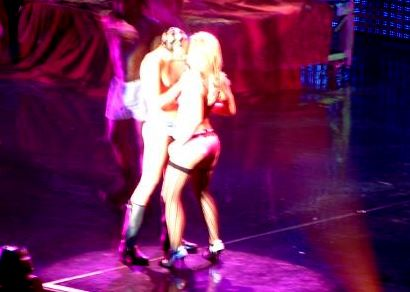
Spears besándose con un bailarín en uno de los polémicos números del acto Hotel Room de The Onyx Hotel Tour (2004).

La cantante presentó «Outrageous» únicamente en los espectáculos de la gira internacional The Onyx Hotel Tour (2004), donde era la última canción del acto Hotel Room y en el que también interpretaba las sexuales «Touch of My Hand» y «Breathe on Me». En la presentación usaba lencería de color fucsia, medias negras, tacones y un abrigo blanco, y realizaba coreografías sugerentes con sus bailarines vestidos solo con ropa interior y abrigos negros.

## Rendimiento comercial
En Estados Unidos debutó en la posición ochenta y cinco de la lista Billboard Hot 100, según la edición del 17 de agosto de 2004 de Billboard, misma en que «Everytime» se ubicó número treinta y cinco en su décima tercera semana. Tras dos ascensos consecutivos, «Outrageous» alcanzó el puesto número setenta y nueve de la lista, donde permaneció por un total de cuatro semanas. Además vendió 117 000 descargas en el país hasta octubre de 2010. En octubre de 2018, la OCC reportó que en el Reino Unido era la tercera canción más exitosa de Spears que no fue publicada como sencillo en el país basándose en ventas de descargas y streams.

## Formatos
| CD-Maxi |                                          |          |  |
| N.º     | Título                                   | Duración |  |
| 1.      | «Outrageous» (Versión álbum)             | 03:24    |  |
| 2.      | «Outrageous» (Murk Space Miami Remix)    | 06:50    |  |
| 3.      | «Outrageous» (Junkie XL's Dancehall Mix) | 02:57    |  |
| 4.      | «Outrageous» (Junkie XL's Tribal Mix)    | 06:10    |  |
| 5.      | «Toxic» (Armand Van Helden Remix)        | 06:29    |  |
| 6.      | «Everytime» (Above & Beyond Club Mix)    | 08:49    |  |
| 7.      | «Everytime» (Scumfrog Haunted Dub)       | 08:22    |  |

| The Singles Collection BoxSet CD-Single |                                          |          |  |
| N.º                                     | Título                                   | Duración |  |
| 1.                                      | «Outrageous» (Versión álbum)             | 03:29    |  |
| 2.                                      | «Outrageous» (Junkie XL's Dancehall Mix) | 02:56    |  |

## Posicionamientos en listas

### Listas semanales
| País              | Lista                 | Primera semana       | Posición debut | Mejor posición | Semanas en la mejor posición | Semanas en la lista | Última semana           | Ref.   |
| ----------------- | --------------------- | -------------------- | -------------- | -------------- | ---------------------------- | ------------------- | ----------------------- | ------ |
| América del Norte |                       |                      |                |                |                              |                     |                         |        |
| Estados Unidos    | Pop Songs             | 7 de agosto de 2004  | 37             | 23             | 1                            | 5                   | 4 de septiembre de 2004 | [ 10 ] |
| Estados Unidos    | Billboard Hot 100     | 14 de agosto de 2004 | 85             | 79             | 1                            | 4                   | 4 de septiembre de 2004 | [ 11 ] |
| Estados Unidos    | Dance/Club Play Songs | 21 de agosto de 2004 | 44             | 27             | 1                            | 9                   | 16 de octubre de 2004   | [ 12 ] |

## Créditos
- Voz principal por Britney Spears.
- Escrita por Robert Kelly.
- Producida por R. Kelly.
- Mezclada por R. Kelly.
- Respaldos vocales por R. Kelly.